# Geelbuikkrombek
De geelbuikkrombek (Sylvietta denti) is een zangvogel uit de familie Macrosphenidae. Deze vogel is genoemd naar de Britse verzamelaar Richard Edward Dent (1882-1942).

## Verspreiding en leefgebied
Deze soort komt voor in westelijk en centraal Afrika en telt twee ondersoorten:
- S. d. hardyi: van westelijk Guinee en Sierra Leone tot zuidwestelijk Nigeria.
- S. d. denti: van Kameroen tot westelijk Oeganda, Congo-Kinshasa en noordoostelijk Angola.

## Status
De grootte van de populatie is niet gekwantificeerd maar de soort wordt omschreven als schaars tot vrij algemeen. Op de Rode lijst van de IUCN heeft deze soort de status niet bedreigd.